# Banque Lambert

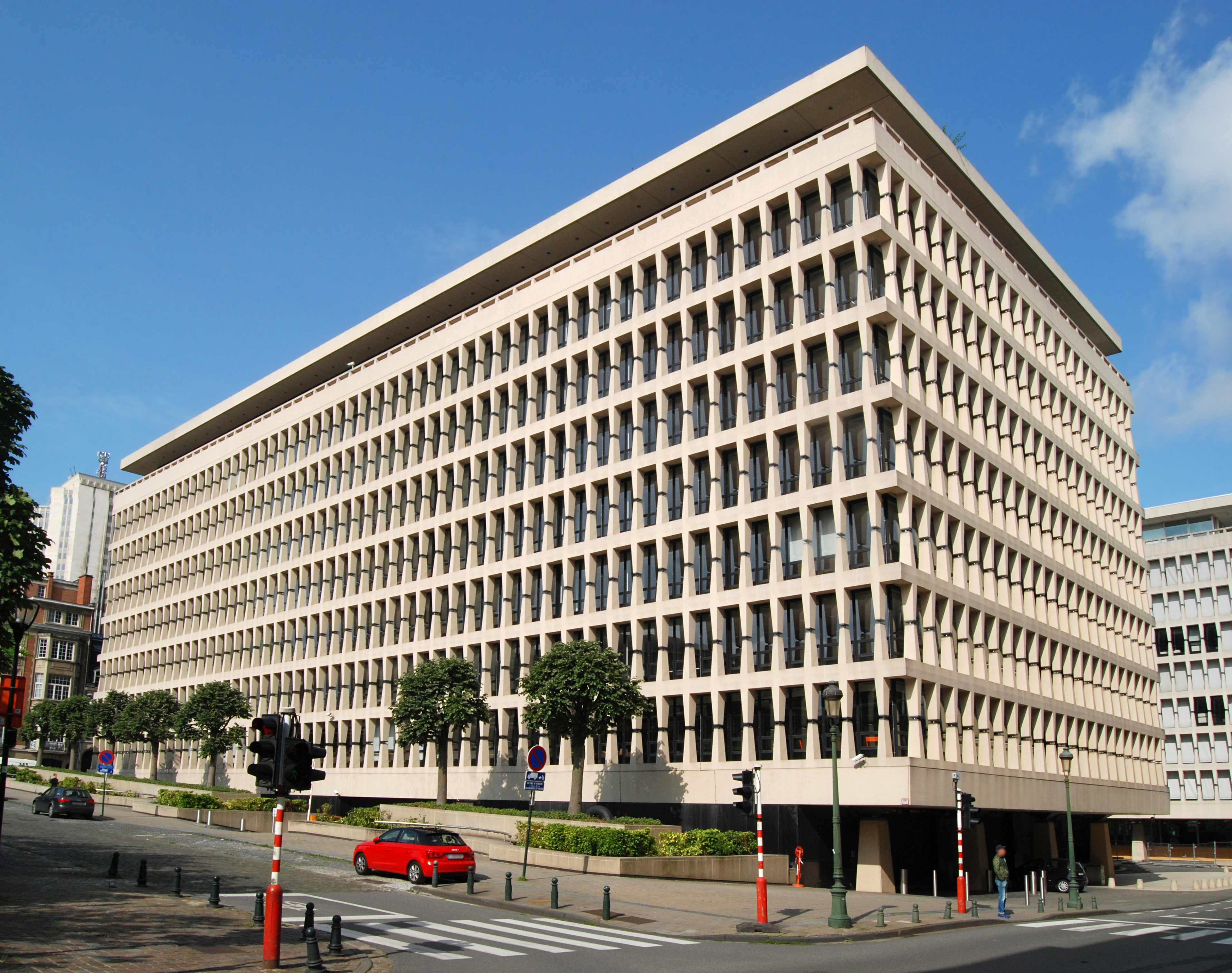
Ancien siège de la Banque Lambert à Bruxelles.

La Banque Lambert était une banque belge.
La banque est issue de l’activité bancaire lancée par la famille Lambert. Elle était active sur le marché bancaire belge depuis l’arrivée de Samuel Lambert en 1838. Après 1945, la Banque Lambert a rapidement développé ses activités bancaires en concluant des fusions successives avec différentes banques privées. En 1975, la banque Lambert fusionne avec la Banque de Bruxelles pour devenir la Banque Bruxelles Lambert, reprise en 1998 par le groupe ING.
Le nom de la banque restera attaché à l’immeuble de bureaux du 24 avenue Marnix, actuellement le siège social d’ING Belgique (nl) et construit dans les années 1960-1965 par l’entrepreneur Emile Blaton selon les plans de l’architecte américain Gordon Bunshaft. Le bâtiment a remplacé l’Hôtel Marquis d’Ennetières, la résidence de la famille Lambert, qui a été partiellement incendiée en février 1956, le café-restaurant Le Limousin et un immeuble de bureaux du producteur d’ordinateurs Bull. Au début des années 1990, une copie presque identique (Marnix II) a été ajoutée derrière le premier immeuble de bureaux (Marnix I).